# خلف بن لیث
خلف بن لیث بن فرقد بن سلیمان بن ماهان از کارگزاران صفاریان بود. وی از معتمدین یعقوب بود که در دوران فرمانروایی او مکرراً به حاکمیت بست منصوب می‌شد. در نبرد یعقوب با محمد بن واصل از فرماندهان وی محسوب می‌شد. خلف بن لیث در دوران فرمانروایی عمرو از رفتار تند و سختگیری او ناراحت شده و به قصر خلیفه پناه برد و فرماندهی بخشی از لشکر او را از طرف خلیفه در مقابله با عمرو به عهده گرفت اما هنگامی که با محمد بن عمرو و لشکر سیستان رو به رو شد از تصمیم خود بازگشت و لشکر همراهش را با گفتگو و تحفه دادن به سمت و سوی عمرو هدایت کرد و به سود عمرو وارد نبردشد. عاقبت خلف بن لیث در سال ۲۷۹ هجری قمری دار فانی را وداع گفت.